# 硝子のキッス
「硝子のキッス」（ガラスのキッス）は、姫乃樹リカの1枚目のシングル。1988年2月3日にキティ・レコードからリリースされた。

## 概要
モモコクラブに所属していた姫乃樹リカのソロ歌手デビュー曲としてリリースされた本シングルは、表題曲が劇場アニメ『めぞん一刻 完結篇』（1988年2月6日公開）の主題歌として使用された。2.6万枚の売り上げを記録し、オリコン週間シングルランキングでは最高21位を記録した。EP版とCT版が1988年2月3日に発売された後、同年3月1日に8cmCD版が発売された。

## 収録曲
CT版には「硝子（ガラス）のキッス」「涙の針と風の糸」に加え、両曲のカラオケ版が収録されている。
| 全作詞: 松本隆、全作曲: 和泉常寛、全編曲: 萩田光雄。 |                    |        |            |      |
| #                                                    | タイトル           | 作詞   | 作曲・編曲 | 時間 |
| Side 1.                                              | 「硝子のキッス」   | 松本隆 | 和泉常寛   | 4:24 |
| Side 2.                                              | 「涙の針と風の糸」 | 松本隆 | 和泉常寛   | 3:45 |
| 合計時間:                                            | 合計時間:          | 8:09   |            |      |

| 全作詞: 松本隆、全作曲: 和泉常寛、全編曲: 萩田光雄。 |                    |        |            |      |
| #                                                    | タイトル           | 作詞   | 作曲・編曲 | 時間 |
| 1.                                                   | 「硝子のキッス」   | 松本隆 | 和泉常寛   | 4:24 |
| 2.                                                   | 「涙の針と風の糸」 | 松本隆 | 和泉常寛   | 3:45 |
| 合計時間:                                            | 合計時間:          | 8:09   |            |      |

| 全作曲: 和泉常寛、全編曲: 萩田光雄。 |                                          |      |            |      |
| #                                    | タイトル                                 | 作詞 | 作曲・編曲 | 時間 |
| 1.                                   | 「硝子のキッス」(オリジナル・カラオケ)   |      | 和泉常寛   | 4:24 |
| 2.                                   | 「涙の針と風の糸」(オリジナル・カラオケ) |      | 和泉常寛   | 3:45 |
| 合計時間:                            | 合計時間:                                | 8:09 |            |      |

| 全作詞: 松本隆、全作曲: 和泉常寛、全編曲: 萩田光雄。 |                    |        |            |      |
| #                                                    | タイトル           | 作詞   | 作曲・編曲 | 時間 |
| 1.                                                   | 「硝子のキッス」   | 松本隆 | 和泉常寛   | 4:24 |
| 2.                                                   | 「涙の針と風の糸」 | 松本隆 | 和泉常寛   | 3:45 |
| 合計時間:                                            | 合計時間:          | 8:09   |            |      |